# Robert Montgomery
Robert Montgomery, pseudonimo di Henry Montgomery (Beacon, 21 maggio 1904 – New York, 27 settembre 1981), è stato un attore, regista e produttore cinematografico statunitense.

## Biografia

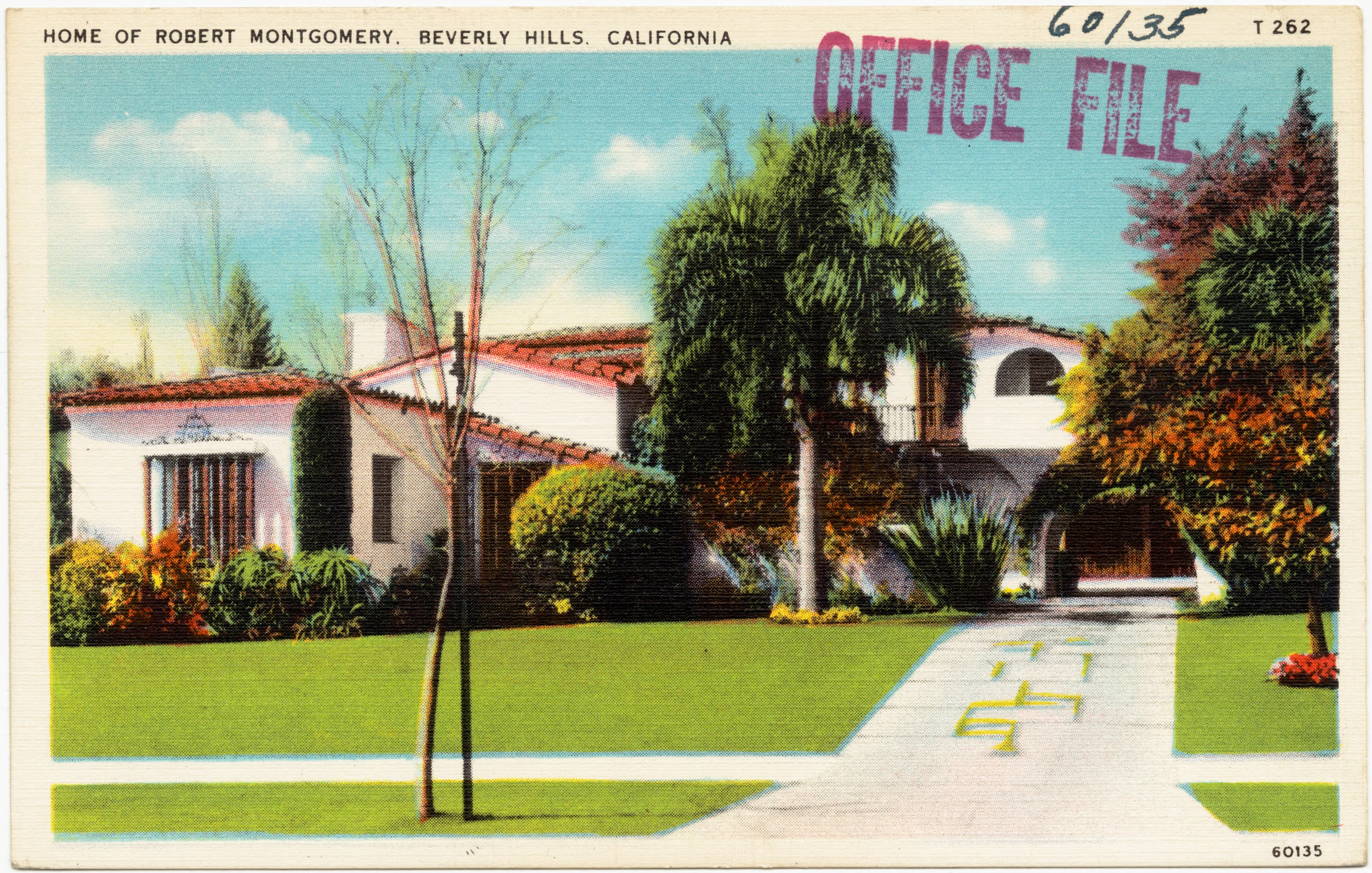
La residenza dell'attore a Beverly Hills in una cartolina d'epoca

Nato a Beacon, nello stato di New York, da Henry Senior (presidente di un'importante azienda che operava nel campo della gomma) e Mary Weed. In seguito alla morte del padre, la famiglia ebbe un tracollo finanziario e il giovane Robert si trasferì a New York per intraprendere la carriera di attore e regista cinematografico.
Nel 1929 debuttò sul grande schermo nel film Fatemi la corte di Sam Wood e divenne famoso al grande pubblico due anni più tardi, allorquando fu partner sulla scena di Norma Shearer in Vite private; nel 1933 ebbe un ruolo nella prima versione cinematografica di Quando le signore si incontrano.
Nel 1935 divenne Presidente del sindacato di attori Screen Actors Guild, carica per la quale fu rieletto nel 1946. Nel 1937, per la sua interpretazione di uno psicopatico in Notturno tragico (tratto dal lavoro del drammaturgo Emlyn Williams), ricevette la candidatura all'Oscar al miglior attore (la statuetta sarà vinta poi da Spencer Tracy). Fu nuovamente candidato come miglior attore agli Oscar nel 1942 per L'inafferrabile signor Jordan, ma la statuetta fu poi vinta da Gary Cooper.
Arruolatosi in Marina durante la Seconda guerra mondiale, rientrò a Hollywood nel 1945 per debuttare come regista, dirigendo alcune scene de I sacrificati, in sostituzione del regista John Ford, ammalato. Ma la sua prima vera regia fu quella del giallo Una donna nel lago (1947), in cui si ritagliò un ruolo non convenzionale, quello del protagonista che, voce narrante, praticamente non appare mai sullo schermo. Nel 1948 affiancò Bette Davis in Vorrei sposare e Susan Hayward in Suggestione. Fu impegnato anche in politica, attivista del Partito Repubblicano, e fece parte della Motion Picture Alliance for the Preservation of American Ideals, di ispirazione anticomunista.

Nel 1949 fu chiamato a presentare la cerimonia dei Premi Oscar tenutasi quell'anno a Hollywood e negli anni '50 presentò la popolare serie televisiva americana Robert Montgomery Presents. Nel 1960 diresse e co-produsse, con il suo amico James Cagney, il film Guadalcanal ora zero Morì di cancro all'età di 77 anni a New York, nel 1981. Sua figlia, Elizabeth Montgomery, scomparsa nel 1995 a 62 anni, fu un'apprezzata attrice.

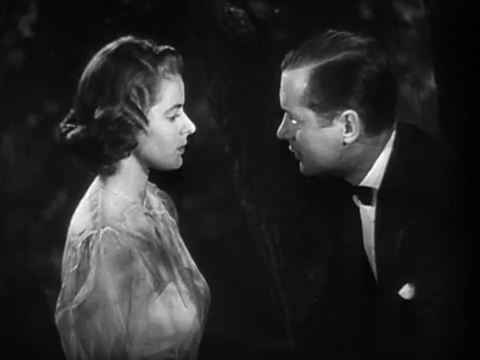
Montgomery con Ingrid Bergman in Follia (1941)

## Filmografia parziale

### Cinema
- Donna che ama (The Single Standard), regia di John S. Robertson (1929)
- Three Live Ghosts, regia di Thornton Freeland (1929)
- Fatemi la corte (So This Is College), regia di Sam Wood (1929)
- L'indomabile (Untamed), regia di Jack Conway (1929)
- Ritorna il sole (Their Own Desire), regia di E. Mason Hopper (1929)
- Chi non cerca... trova (Free and Easy), regia di Edward Sedgwick (1930)
- La divorziata (The Divorcee), regia di Robert Z. Leonard  (1930)
- Carcere (The Big House), regia di George W. Hill (1930)
- Ombre e luci (The Sins of the Children), regia di Sam Wood (1930)
- Ragazze che sognano (Our Blushing Brides), regia di Harry Beaumont (1930)
- Love in the Rough, regia di Charles Reisner (1930)
- War Nurse, regia di Edgar Selwyn (1930)
- La modella (Inspiration), regia di Clarence Brown (1931)
- The Easiest Way, regia di Jack Conway (1931)
- Volubilità (Strangers May Kiss), regia di George Fitzmaurice (1931)
- Fiamme sul mare (Shipmates), regia di Harry A. Pollard (1931)
- The Man in Possession, regia di Sam Wood (1931)
- Private Lives, regia di Sidney Franklin (1931)
- Lovers Courageous, regia di Robert Z. Leonard (1932)
- But the Flesh Is Weak, regia di Jack Conway (1932)
- Ritorno (Letty Lynton), regia di Clarence Brown (1932)
- Blondie of the Follies, regia di Edmund Goulding (1932)
- Faithless, regia di Harry Beaumont (1932)
- Hell Below, regia di Jack Conway (1933)
- Made on Broadway, regia di Harry Beaumont (1933)
- When Ladies Meet regia di Harry Beaumont (1933)
- Another Language, regia di Edward H. Griffith (1933)
- Volo di notte (Night Flight), regia di Clarence Brown (1933)
- Amanti fuggitivi (Fugitive Lovers), regia di Richard Boleslawski (1934)
- Il mistero del signor X (The Mystery of Mr. X), regia di Edgar Selwyn (1934)
- Quando una donna ama (Riptide), regia di Edmund Goulding (1934)
- Il rifugio (Hide-Out), regia di W. S. Van Dyke (1934)
- La donna è mobile (Forsaking All Others), regia di W.S. Van Dyke (1934)
- Biography of a Bachelor Girl, regia di Edward H. Griffith (1935)
- Vanessa: Her Love Story, regia di William K. Howard (1935)
- Non più signore (No More Ladies), regia di Edward H. Griffith (1935)
- Finalmente una donna! (Petticoat Fever), regia di George Fitzmaurice (1936)
- La regina di picche (Trouble for Two), regia di J. Walter Ruben (1936)
- Jim di Piccadilly (Piccadilly Jim), regia di Robert Z. Leonard (1936)
- La fine della signora Cheyney (The Last of Mrs. Cheyney), regia di Richard Boleslawski (1937)
- Notturno tragico (Night Must Fall), regia di Richard Thorpe (1937)
- Ever Since Eve, regia di Lloyd Bacon (1937)
- Vivi, ama e impara (Live, Love and Learn), regia di George Fitzmaurice (1937)
- The First Hundred Years, regia di Richard Thorpe (1938)
- Yellow Jack, regia di George B. Seitz (1938)
- Hollywood Handicap, regia di Buster Keaton (1938) - cortometraggio
- Three Loves Has Nancy, regia di Richard Thorpe (1938)
- Il manoscritto scomparso (Fast and Loose), regia di Edwin L. Marin (1939)
- The Earl of Chicago, regia di Richard Thorpe (1940)
- Tragica luna di miele (Busman's Honeymoon), regia di Arthur B. Woods (1940)
- Il signore e la signora Smith (Mr. & Mrs. Smith), regia di Alfred Hitchcock (1941)
- Follia (Rage in Heaven), regia di W.S. Van Dyke (1941)
- L'inafferrabile signor Jordan (Here Comes Mr. Jordan), regia di Alexander Hall (1941)
- Quella notte con te (Unfinished Business), regia di Gregory La Cava (1941)
- I sacrificati (They Were Expendable), regia di John Ford (1945)
- Una donna nel lago (Lady in the Lake) (1947) - anche regista
- Fiesta e sangue (Ride the Pink Horse) (1947) - anche regista
- Suggestione (The Saxon Charm), regia di Claude Binyon (1948)
- Vorrei sposare (June Bride), regia di Bretaigne Windust (1948)
- Gli ultimi giorni di uno scapolo (Once More, My Darling) - anche regista (1949)
- Your Witness - anche regista (1950)
- Guadalcanal ora zero (The Gallant Hours) (1960) - anche regista

### Televisione
- Navy Log – serie TV, episodio 3x16 (1958)

## Doppiatori italiani
Nelle versioni in italiano dei suoi film Robert Montgomery è stato doppiato da:
- Giulio Panicali in Follia (ridoppiaggio), Fiesta e sangue, Gli ultimi giorni di uno scapolo
- Augusto Galli in Follia
- Giuseppe Rinaldi in L'inafferrabile signor Jordan
- Roldano Lupi in Una donna nel lago
- Emilio Cigoli in Suggestione
- Mario Pisu in Vorrei sposare
- Renato Cortesi in Il signore e la signora Smith (ridoppiaggio)
- Cesare Barbetti in I sacrificati (ridoppiaggio)

Da doppiatore è sostituito da:
- Emilio Cigoli in Guadalcanal ora zero

## Riconoscimenti
- Premi Oscar 1938 – Candidatura all'Oscar al miglior attore per Notturno tragico
- Premi Oscar 1942 – Candidatura all'Oscar al miglior attore per L'inafferrabile signor Jordan